# Egon Friedell
Egon Friedell (nato Egon Friedmann; Vienna, 21 gennaio 1878 – Vienna, 16 marzo 1938) è stato un filosofo, storico, giornalista, attore, cabarettista e critico teatrale austriaco.
Venne definito un polimata.

## Opere
- Absinth "Schönheit" (Peter Altenberg & Egon Friedell)
- Das schwarze Buch (Peter Altenberg & Egon Friedell)
- Der Petroleumkönig, 1908
- Der Nutzwert des Dichters
- Goethe, 1908
- Ecce poeta, 1912
- Von Dante zu d'Annunzio, 1915
- Die Judastragödie, 1920
- Steinbruch, 1922
- Ist die Erde bewohnt?, 1931
- Kulturgeschichte der Neuzeit, 1927–31
- Kulturgeschichte Ägyptens und des alten Orients, 1936
- Kulturgeschichte Griechenlands, 1940
- Die Reise mit der Zeitmaschine, 1946
- Kulturgeschichte des Altertums, 1949
- Das Altertum war nicht antik, 1950
- Kleine Porträtgalerie, 1953
- Abschaffung des Genies. Essays bis 1918, 1984
- Selbstanzeige Essays ab 1918, 1985